# Allotalanta autophaea
Allotalanta autophaea är en fjärilsart som beskrevs av Edward Meyrick 1913. Allotalanta autophaea ingår i släktet Allotalanta och familjen fransmalar. Inga underarter finns listade i Catalogue of Life.